# حبيبة أشرف
حبيبة أشرف ‏ (30 سبتمبر 1996 في مصر -  ) غطاسة من مصر.